# Michelle Carey
Michelle Carey (* 20. März 1981 in Dublin) ist eine ehemalige irische Leichtathletin, die im Sprint und Hürdenlauf an den Start ging.

## Sportliche Laufbahn
Erste internationale Erfahrungen sammelte Michelle Carey im Jahr 2003, als sie bei den U23-Europameisterschaften in Bydgoszcz mit 59,34 s in der ersten Runde im 400-Meter-Hürdenlauf aus. Anschließend schied sie bei der Sommer-Universiade in Daegu mit 61,11 s in der Vorrunde aus. Im Jahr darauf schied sie mit der irischen 4-mal-400-Meter-Staffel bei den Hallenweltmeisterschaften in Budapest mit 3:34,61 min im Vorlauf aus und 2005 kam sie bei den Studentenweltspielen in Izmir mit 59,14 s nicht über die Vorrunde hinaus und belegte in 3:36,10 min den siebten Platz im Staffelbewerb. Im Jahr darauf schied sie bei den Europameisterschaften in Göteborg mit 57,61 s in der ersten Runde über 400 m Hürden aus und auch bei den Weltmeisterschaften 2007 in Osaka kam sie mit 57,10 s nicht über den Vorlauf hinaus. Im Jahr darauf nahm sie an den Olympischen Sommerspielen in Peking teil und schied dort mit 57,99 s in der ersten Runde aus. 2009 kam sie bei den Weltmeisterschaften in Berlin mit 56,91 s nicht über den Vorlauf hinaus und auch bei den Europameisterschaften in Barcelona mit 57,58 s in der Vorrunde aus. Zudem schied sie dort mit 3:30,11 min im Vorlauf der 4-mal-400-Meter-Staffel aus. 2011 verpasste sie bei den Weltmeisterschaften in Daegu mit 3:27,48 min den Finaleinzug im Staffelbewerb und im Jahr darauf schied sie bei den Olympischen Sommerspielen in London mit 3:30,55 min im Vorlauf aus. Zuvor wurde sie bei den Europameisterschaften in Helsinki in der Vorrunde wegen eines Wechselfehlers disqualifiziert. Zudem beendete sie im selben Jahr ihre aktive sportliche Karriere im Alter von 31 Jahren.
In den Jahren von 2001 bis 2005 sowie von 2007 bis 2009 wurde Carey irische Meisterin im 400-Meter-Hürdenlauf.

## Persönliche Bestleistungen
- 400 Meter: 52,67 s, 23. Juli 2006 in Santry
- 400 m Hürden: 56,19 s, 20. April 2008 in Walnut